# Actes Sud
Actes Sud est une maison d'édition française, fondée en 1978 à Arles par Hubert Nyssen.

## Historique
Actes Sud est issu de l'« Atelier de cartographie thématique et statistique » (ACTeS). Comme celui-ci, elle s'est installée à ses débuts dans une bergerie du Paradou, village de la vallée des Baux. Son fondateur, Hubert Nyssen, assisté de son épouse Christine Le Bœuf (petite-fille du banquier et mécène belge Henry Le Bœuf), a été rejoint par sa fille Françoise Nyssen, par Bertrand Py et par Jean-Paul Capitani.
En 1983, Actes Sud emménage à Arles, au lieu-dit « Le Méjan », aujourd'hui place Nina Berberova, en hommage à une écrivaine dont la découverte a été importante pour le développement éditorial de la maison.
Au début, cette situation éloignée de la capitale suscite des commentaires, car elle ne correspond pas à la tradition française du groupement parisien des maisons d'édition littéraires. Mais depuis lors, l'idée reçue selon laquelle se jouait là une opposition à l'hégémonie centraliste a disparu. La carte de l'édition française a elle-même évolué et, en 1987, Actes Sud ouvre des bureaux pour ses attachées de presse dans le 6e arrondissement de Paris.
En 2004, elle obtient son premier prix Goncourt, avec Le Soleil des Scorta de Laurent Gaudé, vendu à 400 000 exemplaires. En 2007, elle lance Millénium de Stieg Larsson, un polar traduit du suédois et qui atteint un million de ventes en 2009. Elle s'assure ainsi une prospérité financière sans précédent depuis sa création,.
Après quelques premiers essais dans les années 1990, Actes Sud lance en 2005 une collection de bandes dessinées. Cette initiative est couronnée d'un certain succès critique, concrétisé par le prix du meilleur album du festival d'Angoulême 2006, décerné à Gipi pour Notes pour une histoire de guerre. En 2010, le prix de l'Audace est obtenu pour Alpha… Directions, de Jens Harder, décerné par le festival d'Angoulême.
Les éditions du Rouergue, fondées par Danielle Dastugue, fusionnent avec Actes Sud en 2004. La maison d'édition est actuellement dirigée par Alzira Martins.
Actes Sud possède également une filiale appelée « Actes Sud Junior » et spécialisée dans l'édition d'ouvrages de littérature pour la jeunesse. Elle est dirigée en 2007 par Thierry Magnier, puis depuis le 1er septembre 2018 par Isabelle Péhourticq. Actes Sud édite également des disques et possède un petit réseau de libraires en France.
Un deuxième prix Goncourt est décerné à un roman d'Actes Sud en 2012, avec Sermon sur la chute de Rome de Jérôme Ferrari.
En janvier 2013, Actes Sud annonce le rachat de Payot & Rivages.
En octobre 2013, Actes Sud lance une nouvelle collection orientée science-fiction et nommée Exofictions, sous la direction de Manuel Tricoteaux. Son premier ouvrage est Silo, un roman écrit par Hugh Howey.
En 2015, Actes Sud obtient un troisième prix Goncourt avec Boussole de Mathias Énard, ainsi qu'un quatrième en 2017 avec L'Ordre du jour d'Éric Vuillard, puis un cinquième en 2018 avec Leurs enfants après eux de Nicolas Mathieu.
En 2022, Actes Sud, dont le catalogue compte près de 15 000 titres, regroupe une équipe de plus de deux cent quinze salariés, dont un bon nombre partagent leurs activités entre Arles et Paris. De surcroît, une vingtaine de conseillers extérieurs et une multitude de traductrices et traducteurs sont répartis dans toute la France et, pour certains, à l'étranger.

## Impression
Les éditions Actes Sud utilisent souvent la police Garamond ITC pour leurs publications.

## Principaux auteurs publiés
- Svetlana Aleksievitch, prix Nobel de littérature
- Paul Auster, prix Médicis étranger pour Léviathan
- Russell Banks
- Henry Bauchau, prix du Livre Inter en 2008 pour Le Boulevard périphérique
- Jeanne Benameur, grand prix RTL-Lire en 2013 pour Profanes
- Stefano Benni
- Nina Berberova
- Jaume Cabré
- Sophie Calle
- Jean Cavé, Prix de la nouvelle de l'Académie française en 2004 pour La souris céleste
- Nicolas Chaudun
- Yves Chaudouët
- Magyd Cherfi, prix du Parisien Magazine en 2016 pour Ma part de Gaulois
- Liu Cixin, prix Hugo 2015 du meilleur roman pour Le Problème à trois corps
- Kamel Daoud, prix Goncourt du premier roman en 2015 pour Meursault, contre-enquête
- Don DeLillo
- Fiodor Dostoïevski
- Mircea Eliade
- Mathias Énard, prix du Livre Inter en 2009 pour Zone et troisième prix Goncourt d'Actes Sud en 2015 pour Boussole
- Per Olov Enquist
- Tomas Espedal
- Alice Ferney
- Jérôme Ferrari, deuxième prix Goncourt d'Actes Sud en 2012 pour Le Sermon sur la chute de Rome
- Laurent Gaudé, premier prix Goncourt d'Actes Sud en 2004 pour Le Soleil des Scorta
- Günter Grass, prix Nobel de littérature 1999
- Nancy Huston, prix du Livre Inter en 1997 pour Instruments des ténèbres, prix Femina en 2006 pour Lignes de faille
- Siri Hustvedt
- Imre Kertész, prix Nobel de littérature 2002
- Ibn Khaldun
- Serge Kribus, prix SACD 2006
- Camilla Läckberg
- Cécile Ladjali
- Sébastien Lapaque
- Stieg Larsson
- Virginie Lou
- Alberto Manguel
- Nicolas Mathieu, cinquième prix Goncourt d'Actes Sud en 2018 pour Leurs enfants après eux
- Cormac McCarthy
- Wajdi Mouawad
- Cees Nooteboom
- Giorgio Pressburger
- Olivier Py
- Pierre Rabhi
- Jean-Michel Ribes
- Jacky Siméon
- Kathryn Stockett
- August Strindberg
- Göran Tunström
- Éric Vuillard, quatrième prix Goncourt d'Actes Sud en 2017 pour L'Ordre du jour.
- Yi Munyol

## Collections et départements
- Actes Sud BD, lancé en 2005
- Actes Sud - Classica
- Actes Sud Jeunesse
- Actes Sud - L’An 2
- Actes noirs
- Actes Sud - Papiers
- Actes Sud / Solin
- Actes Sud / Sindbad
- Babel
- Babel noir
- Domaine du possible
- Un endroit où aller
- Exofictions
- Thesaurus

## Éditeurs associés
Les éditions Actes Sud ont racheté ou pris des parts au capital de nombreux autres éditeurs partageant une même vision d'exigence et d'originalité. Ces éditeurs continuent de publier leurs titres sans être intégrés au bloc "Actes Sud" (contrairement, par exemple, aux éditions Solin ou L'An 2), en toute indépendance, mais font partie du groupe en tant qu'éditeurs associés.
- Éditions Errance
- Sindbad
- Solin
- Hélium
- Éditions Jacqueline Chambon
- Gaïa Éditions
- Inculte
- Éditions Imprimerie nationale
- Les liens qui libèrent
- Payot & Rivages
- Éditions Picard
- Éditions du Rouergue
- Éditions Textuel
- Cambourakis
- Éditions Thierry Magnier
- Photo Poche